# Atesta angasii
Atesta angasii là một loài bọ cánh cứng trong họ Cerambycidae.